# マイ・スウィート・ロード
「マイ・スウィート・ロード」（My Sweet Lord）は、ジョージ・ハリスンが1970年に発表した楽曲。イギリスと米国で1位を記録した。
『ローリング・ストーンの選ぶオールタイム・グレイテスト・ソング500』において、460位にランクイン。

## 解説
ハリスンが1969年に全米トップ20ヒットを記録したエドウィン・ホーキンス・シンガーズによる18世紀のゴスペルナンバー「オー・ハッピー・デイ」にインスパイアされて書いた楽曲。元来は当時ビートルズが営んでいたレーベル「アップル・レコード」に在籍していたビリー・プレストンに提供した作品である。プレストンによるオリジナルのバージョンは、彼とハリスンが共同プロデュースを手がけた1970年9月発表のアルバム『エンカレッジング・ワーズ』に収録されている。
歌詞は当時クリシュナに大きく傾倒していた彼の神への信仰心を歌ったもので、楽曲は同じようなフレーズを繰り返す構成となっている。ハリスンのバージョンは同年の11月23日に自身のアルバム『オール・シングス・マスト・パス』からの先行シングルとしてアメリカで発売され、1971年1月にかけて世界各国でシングル発売された。日本では同年1月10日に東芝音楽工業からリリースされた。アメリカや本国イギリスでは、元ビートルズのメンバーのシングルとしては初となるヒットチャート1位を獲得。『ビルボード』、『キャッシュボックス』ともに4週連続第1位を獲得している。さらに、アメリカではミリオン・セラーを記録し、イギリスでは1971年度の年間チャートでも1位を記録する大きな商業的成功を収めた。日本でも20万枚以上を売り上げる大ヒットを記録し、オリコンのシングルチャートで最高4位まで上昇している。カップリングには、同じくアルバム収録曲の「イズント・イット・ア・ピティー（イギリス盤のみ「美しき人生」が所収）」が収録されていたが『キャッシュボックス』では、単独で最高位64位を記録している。
2001年に発売された『オール・シングス・マスト・パス』のデジタル・リマスターには、同じオケをもとに新たにヴォーカルや効果音、楽器などを録音したリメイクバージョンがボーナス・トラックとして追加収録された。同年11月にハリスンが肺癌と脳腫瘍で死去した直後には、再録音をカップリングに収録した追悼シングルが各国で再発売され、イギリスでは31年ぶりにヒットチャートで1位を記録した。日本でも東芝EMIから同内容のCDが発売されたが、その際にはCDの帯に書かれていた曲名のスペルが間違っていた（「Lord」が「Road」と表記されていた）ため、初回生産分が店頭から回収されるというトラブルも起こっている。

## 盗作問題
「マイ・スウィート・ロード」の盗作騒動はヒットから間もない1971年3月6日に『ビルボード』のある記事の中で疑問が呈されたことに端を発する。この疑惑を彩ったのが、1971年5月21日に発売されたカントリー歌手、ジョディ・ミラーによるシフォンズの「いかした彼」のカバーであった（録音は同年2月17日）。ミラーのカバー・バージョンは、ハリスンの「マイ・スウィート・ロード」と同じような編曲によって演奏されていた。アコースティック・ギターのストロークではじまり、スチールギターが「マイ・スウィート・ロード」と同じフレーズを奏で、中間部ではコーラスが聴かれる構成は、「マイ・スウィート・ロード」と酷似していた。そして、発売から5年が経過した1976年1月、遂に訴訟問題にまで発展する。
ハリスンを提訴したのは、楽曲を管理するブライト・チューンズであった。作詞作曲をしたロニー・マック（Ronnie Mack）は1963年に既に死去しており、同時期には印税の支払い不履行を不服とするマックの母親とブライト・チューンズをめぐる訴訟が別に行われていた。このことについてハリスンは、「何年も前に死んだ彼の会社を引き継いだ会計士たちが、金目当てに僕を訴えている」とコメントしている。裁判の中ではミラーの「いかした彼」や1975年にシフォンズによってカヴァーされた「マイ・スウィート・ロード」などが原告のブライト・チューンズから証拠として提出され、双曲の類似性を鋭く指摘した。判決は同年の9月7日に下され、判事のリチャード・オーエンは「潜在意識の内における盗用」を認めた被告のハリスンに対して58万7000ドルの損害賠償を支払うように命じた。最終的にそれから約4年半後の1981年2月26日に、彼はこの請求を受けて多額の賠償金をブライト・チューンズ側に支払っている。
後に「暫くの間は、誰かの歌と同じようなメロディの曲ができたらどうしようと考えてギターにもピアノにもさわれなかった」と、インタビューの中でハリスンは語ったことがある。そんな彼も、一方では自らの楽曲のプロモーション・ビデオの中でこの裁判沙汰を茶化すユーモアを見せた。また、1980年に出版された自伝の中では酷似するようなメロディのままで発表してしまったことについて「後悔はしていない」と述べている。

## カヴァー
- ビリー・プレストン - アルバム『エンカレッジング・ワーズ』（1970年）に収録。
- サミュエル・ホイ 許冠傑 （1970年）
- アンディ・ウィリアムス - アルバム『Love Story』（1971年）に収録[4]。
- ジョニー・マティス - アルバム『Love Story』に収録[5]。
- エドウィン・スター - アルバム『Involved』（1971年）に収録[6]。
- マリオン・ウィリアムズ - アルバム『Standing Here Wondering Which Way to Go』（1971年）に収録。
- ニーナ・シモン - アルバム『エマージェンシー・ワード』（1972年）に、「トゥデイ・イズ・ア・キラー」とのメドレーとして歌ったライヴ録音を収録[7]。
- リッチー・ヘブンス - アルバム『Richie Havens on Stage』（1972年）に収録。
- フリオ・イグレシアス - アルバム『エル・アモール』（1975年）に収録[8]。
- ボーイ・ジョージ - コンピレーション・アルバム『Ruby Trax』（1992年）に収録。
- クラウス・フォアマン - アルバム『A Sideman's Journey』（2009年）に、ボニー・ブラムレット（英語版）の歌唱によるカヴァーを収録[9]。